# Station Orchowo
Station Orchowo is een spoorwegstation in de Poolse plaats Orchowo.